# Ноћна стража (Рембрант)
Ноћна стража (хол. De Nachtwacht) је слика Рембранта ван Рајна. Насликана је 1642. године техником уља на платну. Припада колекцији Амстердам музеја али је најчешће изложена у Рајксмузеуму. Ноћна стража је једно од најпознатијих дела Златног века у Холандији. Слика приказује стрељаче, односно припаднике стрељачког удружења (највероватније трговце), под именом Кловенирсдулен (хол. Kloveniersdoelen). 
Дело Ноћна стража припада периоду барока. Представља групни портрет или прецизније, шхутерстук (хол. schutterstuk). Рембрант је насликао ову слику на врхунцу своје каријере. За ову слику му је плаћено 1.600 гулдена
Дело је више пута било изложено нападима вандала. 

## Историја

### Клијент
Слика је наручена још 1638. године како би се обележила посета француске краљице Марије Медичи. Клијент који је наручио ову слику је удружење трговаца који су се бавили стрељаштвом, под именом Кловенирсдулен. Свака особа на слици је постојала у стварности. На слици видимо капетана Франса Банинга, његовог поручника Вилема ван Рујтера који су окружени осталим члановима. Они се налазе у стрељани тог удружења. Већина њих су углавном били неки трговци. У периоду Златног века, трговци, због наглог и великог развоја трговине, добијају на моћи. Преузимају власт од регената, краља, политичара. Постају утицајнији и моћнији у градским скупштинама и почињу да учествују у извршној и законодавној власти. Због свега тога, трговци, као ови што су на слици, почињу да организују парамилицију из жеље да заштите свој град. Због велике количине новца коју поседују, имају своје просторије где се окупљају. За највећу од тих просторија је била намењена ова слика. Према традицији, највећа просторија тих удружења је била украшена групним портретима чланова. Сврха слика није била само да би посетиоци могли да виде све чланове него је и да укаже на богатство и моћ удружења. Такву сврху је имала и Ноћна стража. Имена осамнаесторице насликаних су позната и записана су на штиту који се налази на позадини слике. Имена су додата након што је слика завршена и не зна се ко је то урадио.

### Локација и измене
Ноћна стража је прво окачена у Грот Залу (Великој сали) или амстердамски Кловенирсдоелен. У овој структури се тренутно налази хотел Доелен. Године 1715, слика је премештена у градску скупштину у Амстердаму, због чега је обрезана са све четири стране. Ово је учињено, вероватно, да би се слика уклопила између два стуба и то је била уобичајена пракса пре 19. века. Ова измена је резултирала губитком два лика на левој страни слике, врха лука, балустраде и ивице степеника. Делови који недостају нису пронађени; Тако Дибиц, директор Ријксмусеума, има неку наду да можда барем лева страна можда није уништена, јер је садржавала три фигуре, а у време када је слика исечена, Рембрантове слике су већ биле скупе.
Копија слике Герита Лунденса (1622–1683) из 17. века у Националној галерији у Лондону приказује оригиналну композицију.
Слика је уклоњена из Ријксмусеума у септембру 1939, на почетку Другог светског рата. Платно је одвојено од оквира и обавијено око цилиндра. Обавијена слика је чувана четири године у посебном сефу који је направљен да заштити многа уметничка дела у пећинама Мастрихта, Холандија. По окончању рата, платно је поново монтирано, рестаурирано и враћено у Ријксмусеум.
Године 2021, слика је била изложена од јуна до септембра са одсеченим деловима који су поново рекреирани коришћењем конволуционих неуронских мрежа, алгоритма вештачке интелигенције (AI), заснованог на Лунденсовој копији. Рекреација је коригована за перспективу (Лунденс је вероватно седео на левој страни слике када је направио своју копију) и користио је боје и потезе четкице као што је то чинио Рембрант. Обрезивање слике ставило је поручнике у центар, док их је оригинал поставио ван центра, марширајући ка празном простору који је сада поново постављен, стварајући динамику трупа које марширају према левој страни слике. Рембрантова слика у резу са приложеном AI рекреацијом недостајућих делова постављена је на изложбу три месеца. Увећана слика неће бити стално изложена како не би „преварила” гледаоце да помисле да виде цео оригинал; аугментације су научна, а не уметничка интерпретација.

## О делу

### Забуна око назива слике
Слика је светски позната под именом Ноћна стража, али то није њено право име. Надимак Ноћна стража је добила још у 18. веку. Право име на холандском гласи De compagnie van kapitein Frans Banninck Cocq en luitenant Willem van Ruytenburgh maakt zich gereed om uit te marcheren, у преводу, Компанија капетана Франса Банинка Кока и поручник Вилем ван Рујтенбурх се спремају за излазак. На слици у ствари није приказан неки тренутак у току ноћи и такође се људи на слици не налазе напољу већ слика приказује дан и они се налазе унутар стрељане. Глазура, која је до 18. века неколико пута била стављана на слику, заједно са прљавштином, је утицала на то да слика буде веома тамна, што је довело до погрешног закључка да је то у ствари ноћни приказ. Иако је глазура почетком 20. века скинута, надимак који је слика добила је задржан.

### Скраћивање слике
Слика је у почетку била 20% већа, односно била је 400цм х 500цм. Након скраћивања са горње, леве и десне стране, смањена је на 3,6 m х 4,4 m, што је и даље изузетно велико за једну слику. Скраћивањем је слика добила четвртасти облик што је за то време било веома необично јер су слике углавном биле правоугаоног облика и такође су исечене две особе које су се налазиле на левој страни. Разлог за скраћивање је премештање слике из највеће сале удружења у скупштину Амстердама. Постоји копија оригинала која се сада налази у Националној галерији у Лондону. Насликао ју је Герит Лунденс на захтев капетана Банинга зато што је желео да је има у сопственој колекцији.

### Контроверзност око слике
Слика није контроверзна због људи који се налазе на слици већ је изазвала контроверзност због начина на који је Рембрант одлучио да наслика све те људе. На слици можемо да видимо чланове удружења. Слика је била наручена као портрет, са циљем да се постави у највећу салу које је то удружење поседовало како би свако ко дође могао да је види и на тај начин види све чланове. Али Рембрант је овом сликом порушио све норме које су важиле за портрете у то време. Уместо да су на слици сви били исто намештени, у истим позама и једнако се видели, Рембрант се одлучио да то у не учини. Он је уместо класичног, статичног портрета на коме свако позира, одлучио да прикаже све чланове у неком покрету, одлучио је да наслика живописан приказ који је за то време био шокантан. Свака особа ради нешто друго, извршава неку своју дужност коју има. Последица свега тога је што се 18 особа колико их је на слици, само двоје виде у потпуности док су остали не виде цели. Такође, Рембрант је одлучио да им лица не наслика тако да изгледају савршено, што је за то време била норма код портрета, већ је већину њих  насликао баш онако као су у стварности. То, заједно са чињеницом да се нису сви поједнако видели, је код већине чланова удружења изазвало незадовољство. Незадовољство је такође било један од разлог који је утицао на финансијско слабљење Рембранта као и на опадање његове популарности и успеха.

## Анализа дела

### Технике
Када је реч о техникама неизбежно је поменути употребу кјароскура, односно светло-тамног, технику по којој је Рембрант био познат. На овој слици се може видети да је ову технику користио како би нагласио и истакао капетана Франса Банинга и његовог поручника Вилема ван Рујтера јер су они најсветлији и у центру слике. Због тога су сви око њих тамнији. То је довело до незадовољства осталих 16 портретираних јер се сматрало да ће се сви једнако видети. Овом техником се такође постиже осјећај треће димензије на слици и наглашава покрет. Композиција ове слике је грандиозна. Али, када кажемо грандиозна, не мислимо да је слика само површински велика, већ се та грандиозност односи и на чињеницу да својом композицијом и начином на који је Рембрант одлучио да прикаже све на њој руши традицију у сликарству јер су људи до тог тренутка за овакве портрете позирали. На овој слици то није случај. Поред тога, сваки лик је детаљно разрађен. Када говоримо о разрађивању ликова мислимо на то да је Рембрант сваки лик детаљно приказао, почевши од црта лица па до начина на који свако од њих стоји и изводи неку акцију. Рембрант и овде раскида са традицијом јер до тада није било уобичајено да је свака особа на слици у покрету. До тада су људи на оваквим сликама стајали мирно, у истом положају. Овде, на пример, капетан поворке, чија је рука уздигнута и уста полуотворена као да држи неки говор, имамо бубњара који лупа о свој бубањ. Неки ликови узимају своје бајонете, други пуне пушке барутом. Део људи здесна узима копља која су наслоњена на зид. Мускетар обучен у црвено пуни своју пушку. Десно од њега, полусакривен од капетана, види се лик у врећастим панталонама како прилази и диже пушку чија се цевка види између капетана и поручника.

### Симболи
Историчари уметности сматрају да је ова слика пуна симбола. Један од симбола је кокошка са канџом коју држи девојчица. Та канџа је симбол њиховог удружења.Они се зову Kloveniersdoelen а реч klov на холандском значи канџа. Капетан Франс Банинг је обучен у црно и црвено а те боје представљају симбол Амстердама. На тај начин уједно и знамо да се ово удружење налазило у Амстердаму. Слика је, због тога што поред овог симбола има и других који су везани за Амстердам, и портрет града (хол. stadsportret).

## Вандализам
Дана 13. јануара 1911. године, један човек је слику исекао обућарским ножем. Слика је 14. септембра 1975. године поново била изложена вандализму када је један незапослени учитељ ножем исекао ово дело. Слика је успешно обновљена после четири године, али неки докази оштећења су и даље видљиви ако се слици приђе довољно близу. Починилац никада није ухапшена али је 1976. године извршио самоубиство у менталној институцији. Петнаест година касније, 6. априла 1990. године, један од посетиоца музеја је унутра прошверцовао боцу киселина те је спрејом оштетио слику. На срећу, обезбеђење је брзо реаговало и на платно је одмах нанета вода. Киселина је продрла само површински слој лака па је дело након тога поново потпуно обновљено.